# Chiesa di Santa Caterina alla Ruota (Verona)
La chiesa di Santa Caterina alla Ruota è un luogo di culto cattolico che sorge in via Marconi a Verona.

## Storia
Il monastero di Santa Caterina si trovava originariamente in località San Martino del Corneto, poco fuori dalle mura di Verona. Questo venne demolito nel 1517, quando la Repubblica di Venezia ordinò l'abbattimento di tutti gli edifici presenti nel raggio di un miglio dalle mura cittadine; le monache si spostarono quindi in alcune abitazioni che acquisirono lungo l'attuale via Marconi. La costruzione della nuova chiesa e la ristrutturazione del complesso di edifici di loro proprietà prese avvio nel 1563 e proseguì piuttosto velocemente, tanto che già il 23 gennaio 1564 l'edificio chiesastico venne consacrato dal vescovo di Teano Girolamo Michele Nichesola, su mandato del vescovo di Verona Bernardo Navagero.
Il complesso monastico e la chiesa furono ristrutturati nel corso del XVIII secolo: per quanto riguarda la chiesa i lavori interessarono gli interni con l'altare maggiore e la facciata, il cui disegno si deve all'architetto bolognese Giuseppe Montanari, allievo di Ferdinando Bibiena; all'architetto bolognese si deve anche il progetto del monastero, in cui lavorarono gli scultori Angelo Finali, Ambrogio Pagani, Pietro Maderna e Giuseppe Rangheri, il pittore Michelangelo Prunati, lo stuccatore Giuseppe Antonio Galetti e i maestri murari Giovanni e Pietro Pozzo.
Nel 1810 un decreto napoleonico portò alla soppressione del monastero e quindi alla chiusura della chiesa, che riaprì al culto solamente nel 1848. Il complesso dal 1812 fu occupato dalle Case di Ricovero e dell'Industria e quindi destinato ad accogliere i poveri della città e, successivamente, gli orfani. Più tardi vi trovò sede il primo nucleo degli Ospedali Civici Riuniti che vi rimasero fino al 1964, anno di trasferimento nella nuova sede di Borgo Trento; da allora gli spazi dell'ex monastero sono stati occupati da vari istituti di assistenza e beneficenza.

## Descrizione

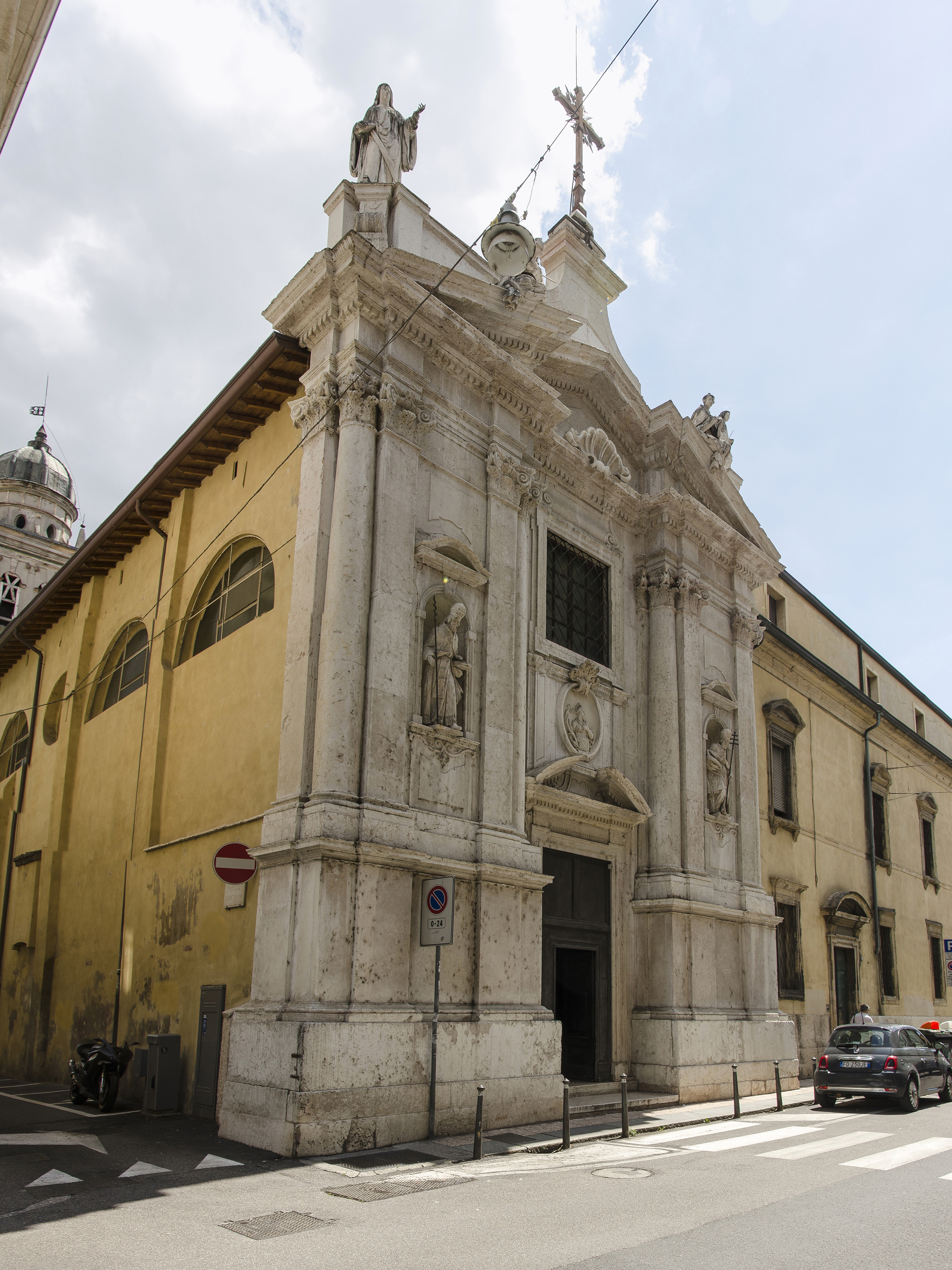
La facciata e il fianco sinistro della chiesa

La chiesa e il monastero di Santa Caterina sono fra le architetture più interessanti di via Marconi, strada di minore importanza rispetto alle parallele stradone Porta Palio e corso Porta Nuova, entro le quali è ricompresa; come quelle si dirama dal centro antico per dirigersi verso la campagna, solo che via Marconi invece che proseguire termina in prossimità della cinta magistrale, presso l'ottocentesco ospedale militare di Santo Spirito.
L'edificio chiesastico, quasi completamente ristrutturato nel Settecento se non per il perimetro della pianta e per il campanile (fino ad una certa altezza), è caratterizzato esternamente da un monumentale prospetto barocco in pietra, terminante con un frontone spezzato e arricchito di numerose statue: sopra il portale d'ingresso, in un ovale, si trova la raffigurazione di Santa Teresa con la palma e la ruota del martirio; ai lati dello stesso, all'interno di due nicchie, si trovano le statue di due pontefici; sui cornicioni del timpano due figure allegoriche; in sommità due statue di Santi, pregevoli opere di Francesco Zoppi.
L'impianto planimetrico è ad aula a navata unica, coperta da una volta a botte a sesto ribassato, con lunette che consentono l'apertura delle finestre sulle pareti laterali e che scandiscono lo spazio interno in quattro fasce di uguali dimensioni e una centrale più stretta. Il monumentale e marmoreo altare maggiore e i due, identici tra loro, altari laterali, conferiscono unità all'insieme. Tra le opere d'arte mobili presenti all'interno della chiesa, realizzate per lo più per quella precedente cinquecentesca, si citano una serie di undici pannelli ad olio su tela applicati al parapetto della cantoria con le Storie di Santa Caterina, opera di Biagio Falcieri, Cristo e l'adultera, presunto lavoro di Felice Cappelletti, la Santa Caterina di Sante Creara, e infine Il Salvatore con San Mauro e San Benedetto di Domenico Brusasorzi.